# 透明美丽蛤
透明美丽蛤（学名：Merisca diaphana），是帘蛤目樱蛤科Merisca属的一种。主要分布于中国大陆，常栖息在潮间带。